# チトセアート
株式会社チトセアートは、主にテレビ番組に関する業務を行うテレビ美術会社。大道具などを行う。

## 概要
株式会社フジテレビジョンの系列企業である。フジテレビ美術制作センター、フジアールのテレビ美術製作部門も兼ねており、フジアールが美術協力に入る場合、チトセアートも同様に美術に加わることが多い。

## 略歴
- 1973年（昭和48年）10月 - 有限会社ステージユニオンとして設立される。
- 2001年（平成13年）6月1日 - 株式会社ちとせ舞台美術から株式会社チトセアートに社名変更。

## 主な作品実績
（凡例）太字:現在放映中の番組、※：フジアール。

### テレビ番組
※特に記述がない場合はフジテレビで放送。

### WEBコンテンツ（WEB放送局、動画配信）
太字：現在、配信またはアーカイブ配信中の番組。